# 아키라촌 (지바현)
아키라촌(明村)은 지바현 히가시카쓰시카군에 일찍이 존재했던 촌이다. 현재의 마쓰도시 중부에 해당한다.

## 역사
- 1889년 4월 1일 - 정촌제 시행에 수반해 히가시카쓰시카군 아키라촌이 성립하였다.
- 1933년 4월 1일 - 마쓰도정과 합병해 소멸하였다.